# Gone from Danger
Gone from Danger — студийный альбом американской певицы Джоан Баэз записанный и выпущенный в 1997 году. На альбоме певица вернулась к исполнению чужих песен, утомившись от сочинения собственного материала. Песни были взяты у таких современных авторов, как Дэр Уильямс и Sinéad Lohan. В качестве исключения Баэз выступает в качестве соавтора композиции Lily, написав её слова.

## Список композиций
| №                   | Название                | Длительность |
| ------------------- | ----------------------- | ------------ |
| 1.                  | «No Mermaid»            | 4:23         |
| 2.                  | «Reunion Hill»          | 4:09         |
| 3.                  | «Crack in the Mirror»   | 5:49         |
| 4.                  | «February»              | 4:11         |
| 5.                  | «Fishing»               | 4:46         |
| 6.                  | «If I Wrote You»        | 3:29         |
| 7.                  | «Lily»                  | 3:52         |
| 8.                  | «Who Do You Think I Am» | 4:02         |
| 9.                  | «Mercy Bound»           | 4:51         |
| 10.                 | «Money for Floods»      | 3:33         |
| Общая длительность: | Общая длительность:     | 43:05        |

| №                   | Название                | Длительность |
| ------------------- | ----------------------- | ------------ |
| 1.                  | «Long Bed from Kenya»   | 5:21         |
| 2.                  | «Dangling Conversation» | 3:15         |
| Общая длительность: | Общая длительность:     | 8:36         |